# Les Sacrifiés
Les Sacrifiés és una pel·lícula francesa dirigida i coescrita per Okacha Touita i es va estrenar el 1983.

## Sinopsi
Mahmoud és un jove immigrant algerià d'uns trenta anys que el 1955 marxa a París i acaba vivint al bidonville de Nanterre. Comença la lluita entre els dos moviments algerians, el Moviment Nacional Algerià (MNA) i el Front d'Alliberament Nacional (FLN) a la capital francesa. Pren partit per aquests últims i participa en alguens accions armades fins que és capturat en una batuda i empresonat. Un cop alliberat, participa en la lluita contra els harkis. Però la violència d'aquestes accions 

## Repartiment
- Miloud Khetib : Mahmoud
- Sid Ali Kouiret : Hadj
- Djamel Allam : Chaparol
- Patrick Chesnais : Gino
- Christine Dejoux : Nadia
- Didier Sauvegrain : Gérard